# کبک چیل
کبک چیل  یا کبک خاکستری یا کبک اروپایی (نام علمی: Perdix perdix) گونه‌ای کبک است. کبک‌ها از خانواده قرقاولان در رده ماکیان‌سانان هستند. کبک خاکستری امروزه در مناطق زیادی از جهان زندگی می‌کند مانند قاره‌های آسیا، اروپا، اقیانوسیه و امریکا.

## زیرگونه‌ها
کبک چیل هشت زیرگونه دارد:
- P. p. perdix – (Linnaeus, 1758): در جزایر بریتانیا و جنوب اسکاندیناوی تا ایتالیا و بالکان یافت می‌شود.
- P. p. armoricana – Hartert, 1917: در فرانسه یافت می‌شود.
- P. p. sphagnetorum – (Altum, 1894): در شمال هلند و شمال غربی آلمان یافت می‌شود.
- P. p. hispaniensis – Reichenow, 1892: Iberian partridge, از پیرنه مرکزی تا شمال شرقی پرتغال یافت می‌شود.
- P. p. italica – Hartert, 1917: کبک چیل ایتالیایی، منقرض شده
- P. p. lucida – (Altum, 1894): کبک چیل غربی، از شرق فنلاند تا رشته‌کوه اورال و جنوبto دریای سیاه و قفقاز شمالی یافت می‌شود.
- P. p. canescens – Burturlin, 1906: کبک چیل جنوبی، از شرق ترکیه تا قفقاز جنوبی و شمال غربی ایران یافت می‌شود.
- P. p. robusta – Homeyer and Tancré, 1883: کبک چیل جنوب شرقی، از رشته‌کوه اورال تا جنوب شرقی سیبری و شمال غربی جمهوری خلق چین یافت می‌شود.

## نگارخانه

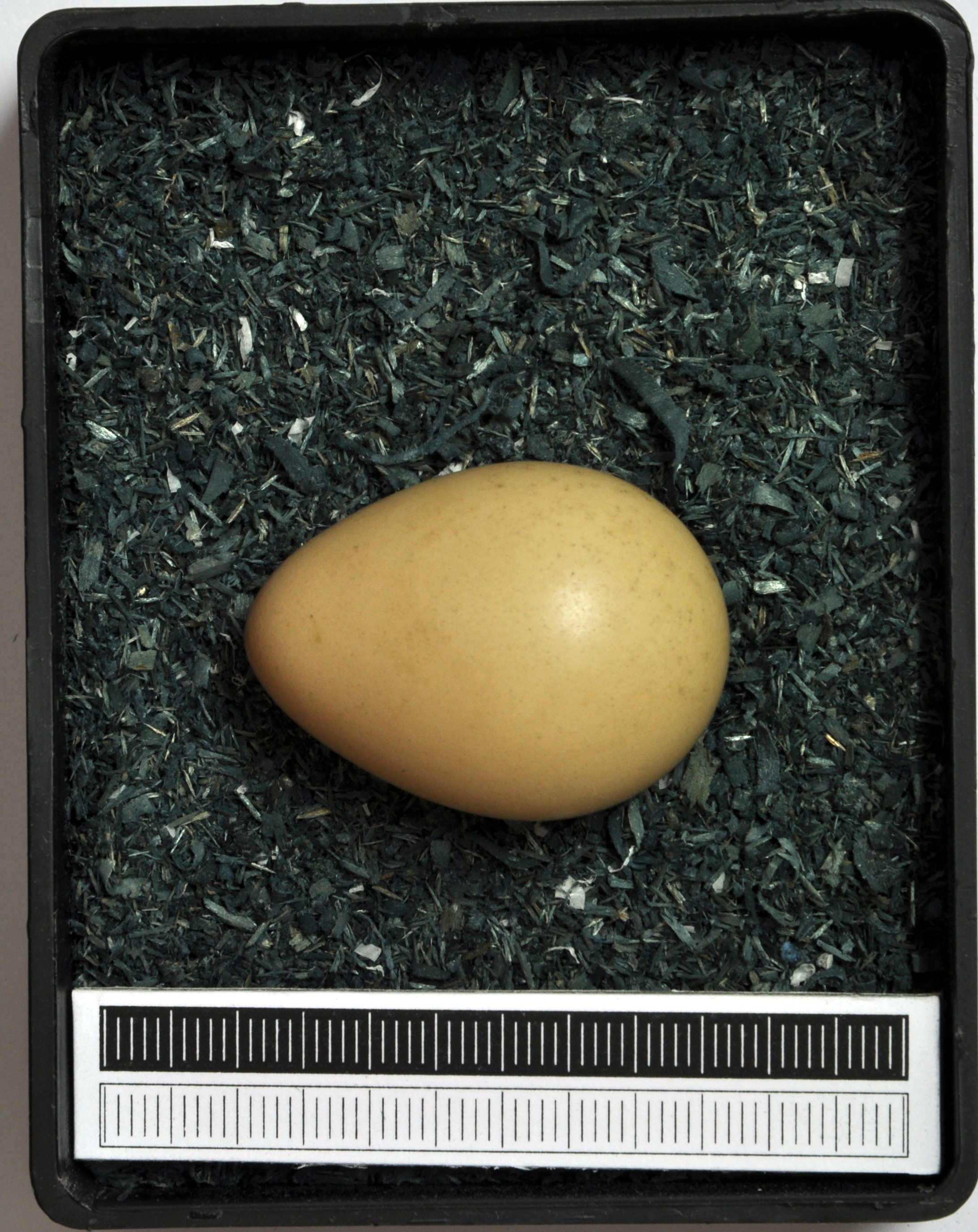
تخم کبک چیل
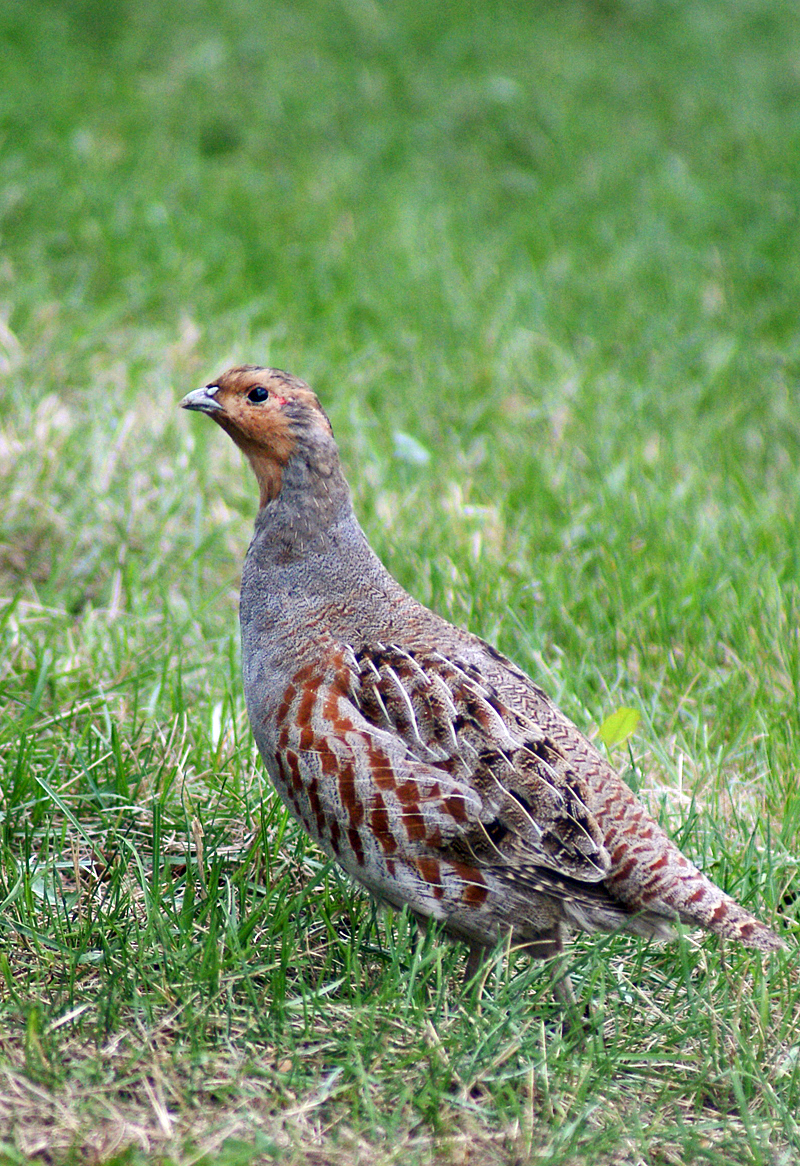
کبک چیل کمیابی در آلبرتای کانادا
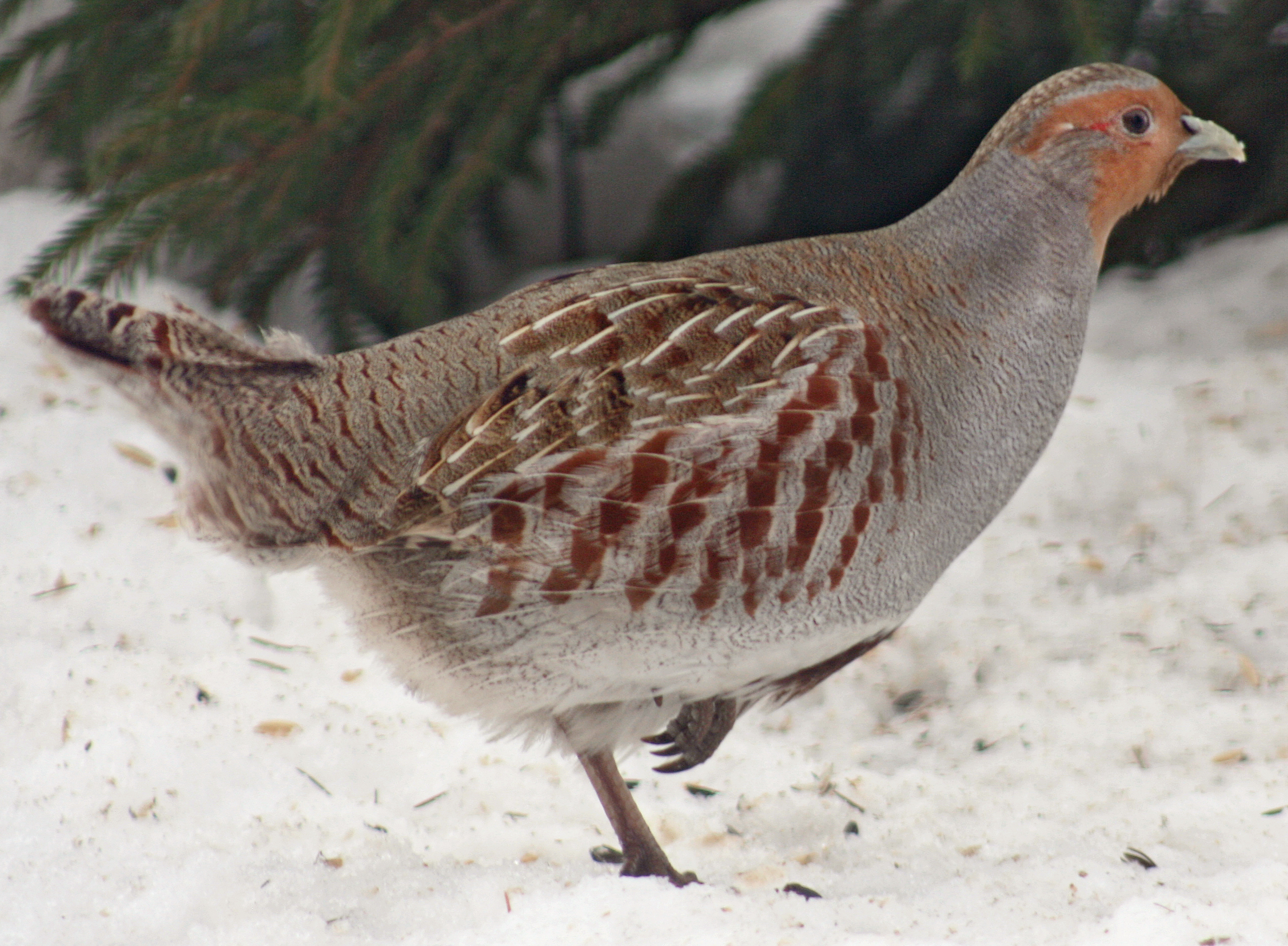